# Still Alice – Mein Leben ohne Gestern
Still Alice – Mein Leben ohne Gestern (Originaltitel: Still Alice) ist ein US-amerikanisches Filmdrama aus dem Jahr 2014. Es basiert auf der gleichnamigen Romanvorlage der Schriftstellerin Lisa Genova.
In der Hauptrolle ist Julianne Moore zu sehen, die für ihre Leistung mit einem Oscar als beste Hauptdarstellerin ausgezeichnet wurde. Hauptthemen des Films sind der Umgang mit der Diagnose Alzheimer und die dadurch verursachten Veränderungen im Leben. Tragende Rollen sind mit Alec Baldwin, Kristen Stewart und Kate Bosworth besetzt.
Die Weltpremiere des Films fand am 8. September 2014 während des Toronto International Film Festivals statt. Der deutsche Kinostarttermin war am 5. März 2015.

## Handlung
Mit Anfang 50 bemerkt die anerkannte Linguistin Dr. Alice Howland erste Veränderungen an sich. Sie leidet gelegentlich an Schwierigkeiten bei der räumlichen Orientierung und vergisst während ihrer Vorträge einzelne Begriffe. Daraufhin lässt sie sich in einer Klinik testen und vertraut ihrem Mann John, der sie zu beruhigen versucht, kurz vor der Bekanntgabe der Ergebnisse ihre Ängste an. Die neurologische Untersuchung fördert zu Tage, dass Alice unter einer erblichen, früh einsetzenden Form einer Alzheimer-Krankheit leidet. Diese Diagnose schockiert nicht nur sie und ihren Mann, sondern auch die drei gemeinsamen Kinder Lydia, Tom und Anna. Bei einem Test stellt sich heraus, dass die älteste Tochter Anna, die gerade mit Zwillingen schwanger ist, das Alzheimer-Gen geerbt hat. Tom ist nicht betroffen, Lydia entscheidet sich gegen einen Test.
Vor der Außenwelt verschweigt Alice ihre Krankheit und offenbart diese erst, als sie vom Leiter ihrer Universität wegen Beschwerden ihrer Studenten zum Gespräch gebeten wird. Ihr Wunsch, noch einige Zeit zu unterrichten, wird jedoch abgelehnt. Alices Gedächtniszustand verschlechtert sich zusehends, und sie entwickelt nach der Besichtigung eines Heimes für Demenzkranke einen Plan, um sich etwas Selbstbestimmtheit zu erhalten. Sie nimmt ein Video auf, in dem sie ihrem späteren Ich befiehlt, den kompletten Inhalt einer Dose Medikamente zu schlucken, wenn sie sich nicht mehr in der Lage sehe, einfache Fragen über sich und ihre Familie zu beantworten. Zunehmend kann Alice sich immer schlechter konzentrieren und stößt auf der Suche nach leichter Lektüre auf das Tagebuch ihrer Tochter, worin sie auch liest. Im Gespräch mit Lydia offenbart sie Informationen, die nur aus dem Tagebuch stammen können, was ihre Tochter wütend macht. Am nächsten Tag will Lydia sich für den Streit bei ihrer Mutter entschuldigen, den Alice zu diesem Zeitpunkt allerdings bereits wieder vergessen hat.
Von ihrem Arzt Dr. Benjamin wird Alice gebeten, eine Rede bei einer Veranstaltung eines Verbandes für an Alzheimer Erkrankte zu halten. Lydia rät ihr, als Alice ihr den vorbereiteten Text vorliest, mehr persönliche Erfahrungen mit einfließen zu lassen, da die Zuhörer keine Wissenschaftler seien. Mit dieser Kritik kann Alice im ersten Moment nicht umgehen, dennoch beherzigt sie den Vorschlag, und die Rede wird ein voller Erfolg. Darin offenbart sie nämlich ihre Ängste, berichtet aber auch über Situationen, die sie am Leben festhalten lassen.
Alices Mann bekommt ein Stellenangebot außerhalb von New York und schlägt einen Umzug vor, den er auf ihre Bitte hin jedoch zunächst verwirft. Zur Unterstützung von Alice wird eine Betreuerin und Haushaltshilfe eingestellt. Durch Zufall stößt Alice nach einem Skype-Gespräch mit ihrer Tochter Lydia auf die Botschaft ihres früheren Ichs und versucht sie in die Tat umzusetzen. Gerade als sie die Pillen schlucken will, hört sie, wie die Haustür aufgeschlossen wird, und gleich darauf die Stimme ihrer Betreuerin Elena. Vor Schreck lässt Alice die Pillen fallen und die Tabletten verstreuen sich auf den Fliesen im Badezimmer.
Nachdem Alices Mann John beschlossen hat, dem Ruf an die Mayo Clinic in Minnesota zu folgen, aber auch erkannt hat, dass es für seine Frau besser ist, in ihrer gewohnten Umgebung zu bleiben, übernimmt Lydia die Aufgabe, sich um ihre Mutter zu kümmern. Nach einem Spaziergang rezitiert sie aus dem Theaterstück Engel in Amerika und möchte wissen, ob ihre Mutter verstanden habe, wovon es handelt. Nach einigen Momenten und mit sichtlicher Anstrengung formuliert Alice ihre Antwort. Sie besteht einzig aus dem Wort „Liebe“.

## Kritiken
Die Kritiken zum Film fallen überwiegend positiv aus. Bei Rotten Tomatoes sind 90 % der Kritiken positiv bei insgesamt 147 Kritiken; die durchschnittliche Bewertung beträgt 7,5/10. Im Kritikerkonsens heißt es: „Profitierend von der fesselnden Darstellung Julianne Moores ist Still Alice ein inniges Filmdrama, das sein schwieriges Thema mit Bravour und Fingerspitzengefühl meistert.“ (Elevated by a gripping performance from Julianne Moore, Still Alice is a heartfelt drama that honors its delicate themes with bravery and sensitivity.) Bei Metacritic erhält der Film eine Bewertung von 72/100, basierend auf 41 Kritiken. Anke Sterneborg von epd Film vergab 4 von 5 Sternen. Sie betonte, dass es den Regisseuren auf dezente Weise gelinge, „den zunehmenden Kontrollverlust und die schubweise hereinbrechende Orientierungslosigkeit durch Unschärfen und eine zu den Rändern ausfransende Wahrnehmung“ zu vermitteln. Auch lobte sie „das berührende, subtile Spiel von Julianne Moore, das diesen Film zum Ereignis“ mache.
Der Spiegel hob gleichermaßen die darstellerische Leistung von Julianne Moore hervor, der es gelinge, den Film „durch ihr uneitles Spiel aufzuwerten“ und „ihm mehr Tiefe zu verleihen, als das Drehbuch vorgesehen“ habe. Die Zeit rühmt ebenfalls die „grandiose“ schauspielerische Leistung von Julianne Moore in Still Alice, die man einfach anschauen müsse „in dieser Rolle einer überwältigend liebenswerten und zur Liebe fähigen Frau, deren Gehirn zu dem Kind zurückkehrt, das sie ganz am Anfang des Lebens war“. Für die Verhältnisse des amerikanischen Erzählkinos, das Krankheitstragödien und daraus folgende Familientragödien liebe, sei Still Alice „so nüchtern-realistisch wie möglich und so sentimental ergreifend wie nötig“.

## Auszeichnungen
Still Alice und seine Crew, insbesondere die Hauptdarstellerin Julianne Moore, wurden insgesamt 44 Mal für einen Preis nominiert und davon 34 Mal ausgezeichnet. Die folgende Auflistung ist eine Auswahl:
AACTA International Awards 2015
- Auszeichnung in der Kategorie Beste Hauptdarstellerin für Julianne Moore

British Academy Film Awards 2015
- Auszeichnung in der Kategorie Beste Hauptdarstellerin für Julianne Moore

Golden Globe Awards 2015
- Auszeichnung in der Kategorie Beste Hauptdarstellerin – Drama für Julianne Moore

Hollywood Film Awards 2014
- Auszeichnung in der Kategorie Schauspielerin des Jahres für Julianne Moore

National Board of Review Awards 2014
- Einer der Top-Ten-Independentfilme
- Auszeichnung in der Kategorie Beste Hauptdarstellerin für Julianne Moore

Oscarverleihung 2015
- Auszeichnung in der Kategorie Beste Hauptdarstellerin für Julianne Moore

Screen Actors Guild Awards 2015
- Auszeichnung in der Kategorie Beste Hauptdarstellerin für Julianne Moore

Women Film Critics Circle Awards 2014
- Auszeichnung in der Kategorie Beste Hauptdarstellerin für Julianne Moore
- Auszeichnung in der Kategorie Courage in Acting Award für Julianne Moore

Washington DC Area Film Critics Association Awards 2014
- Auszeichnung in der Kategorie Beste Hauptdarstellerin für Julianne Moore

## Hörfilm
Die Audiodeskription zum Film wurde von der deutschen Hörfilm gGmbH produziert und von Uta Maria Torp gesprochen. 2016 wurde die Produktion in der Kategorie Kino für den deutschen Hörfilmpreis nominiert.